# Égide Arntz
Aegidius (Égide) Rudolph Nicolaus Arntz (Kleef, 1 september 1812 – Elsene, 23 augustus 1884) was een Duits parlementslid en Belgisch advocaat, hoogleraar en jurist. Hij was een pionier van het volkenrecht en werkte voor koning Leopold II van België aan de stichting van zijn Onafhankelijke Congostaat.

## Biografie

### Afkomst en opleiding
Égide Arntz was afkomstig uit de Pruisische Rijnprovincie. Zijn vader was een Nederlandse arts. Hij studeerde aan de Universiteit van München, waar hij in de Burschenschaft Germania liberale ideeën ontplooide rond een één te maken Duitsland. De vereniging werd ontbonden en de leden uitgewezen. Arntz zette zijn studies verder in Jena, Bonn, Heidelberg en opnieuw Bonn.
Met zijn rechtendiploma op zak kreeg hij in 1834 een benoeming in Kleef als rechter (Auskulator), maar zijn verleden haalde hem in en hij moest vluchten om aan arrestatie te ontkomen. Hij vestigde zich in Luik en promoveerde er tot doctor in de rechten. Terwijl hij er het beroep van advocaat uitoefende, werd hij in 1837 in zijn geboorteland bij verstek veroordeeld tot vijftien jaar gevangenschap voor hoogverraad.

### Jurist
Een afgewezen naturalisatieverzoek deed Arntz' diplomatieke ambities in België spaak lopen. In plaats daarvan werd hij in 1838 professor pandekten aan de Université libre de Bruxelles (ULB). Hij richtte in 1841 mee het juridisch tijdschrift La Belgique judiciaire op en werd in 1848 hoogleraar publiekrecht.
Later in het jaar 1848 verliet Arntz echter de universiteit, omdat hij verkozen was in de Nationale Vergadering van Frankfurt, mogelijk gemaakt door de Maartrevolutie en doordat hij gratie had gekregen in de nasleep van de amnestie verleend bij de troonsbestijging van koning Frederik Willem IV van Pruisen. De uitgewerkte grondwet werd door de koning afgewezen en het parlement werd ontbonden. Arntz werd opnieuw verkozen in de tweede kamer van de Pruisische Landdag, maar ook dit gremium werd ontbonden.
Arntz keerde in 1849 terug naar Brussel en hernam zijn werk aan de balie en de universiteit. Hij gaf een groot aantal vakken en was verschillende keren voorzitter van de rechtenfaculteit. Vanaf 1856 was hij de eerste professor volkenrecht aan de ULB. In de periode 1866-1867 was hij rector. In 1876 werd hij geassocieerd lid van de Belgische Wetenschapsacademie (Klasse der Letteren). Hij werd in 1877 lid van de Institut de droit international en het volgende jaar een van de directeurs van het Revue de droit international et de législation comparée.
Voor de Association internationale africaine (AIA) van koning Leopold II van België schreef Arntz een rechtvaardiging waarom Congolese stamhoofden hun gebied konden afstaan aan een private organisatie en waarom een dergelijke organisatie er een soevereine staat kon stichten. Met zijn Britse collega Travers Twiss legde Arntz daarmee de juridische grondslag voor de oprichting van de Onafhankelijke Congostaat. Een artikel dat hij in 1883 had geschreven in opdracht van de AIA, was opgenomen in het rapport van de Amerikaanse senator John Tyler Morgan, op basis waarvan de Verenigde Staten de vlag van de Association internationale du Congo erkenden. Hij schreef ook de aanzet voor een Congolese grondwet, tot Twiss dit werk bij zijn dood overnam.

## Publicaties (selectie)
- (fr)  Cours de droit civil français, comprenant l'explication des lois qui ont modifié le code civil en Belgique, 1860 (herziene editie 1879-1880 in vier delen)
- (fr)  Le gouvernement portugais et l'Institut de droit international, in: Revue de droit international et de législation comparée, XV, 1883, p. 537-546
- (fr)  De la cession des droits de souveraineté par des chefs de tribus sauvages, 1884, 22 p.